# Fernando Enrique
Fernando Adolfo Enrique (Llavallol, Argentina; 16 de septiembre de 1985) es un futbolista argentino. Juega de centrocampista y su equipo actual es CA Brown (Adrogué) de la Primera Nacional.

## Trayectoria
Enrique comenzó su carrera en el Club Almagro de la Primera B Nacional, donde disputó 18 encuentros en su primer año. En 2007, se incorporó al Colo-Colo de Chile, sin embargo no jugó en el club por sobrecupo de extranjeros. Regresó a Argentina ese mismo año, y jugó por el Talleres (RdE), en ese entonces de la Primera B Metropolitana.
Tras un breve paso en el Tristán Suárez en 2008, Enrique se unió al Brown de Adrogué de la tercera categoría. Tras cuatro temporadas en Brown, fue cedido al Rosario Central de la Primera B Nacional para la temporada 2012-13. En Rosario solo disputó un encuentro por la Copa Argentina ante Centrál Córdoba (SdE). Luego de su préstamo, regresó a Brown esta vez ascendido a la B Nacional, donde disputó 17 encuentros en la campaña 2013-14.
El 9 de julio de 2014, Enrique fichó con el Defensores de Belgrano de la Primera C Metropolitana. En sus cinco temporadas en el club, ganó dos ascensos en 2014 y 2017-18. Eventualmente, dejó el club en julio de 2018 y fichó en el Atlanta.
En 2021, regresó a Talleres donde fue nombrado capitán del equipo.

## Estadísticas
Actualizado al último partido disputado el 25 de febrero de 2023.
| Club                                       | Div.          | Temporada     | Liga  | Liga  | Copas nacionales | Copas nacionales | Copas internacionales | Copas internacionales | Total | Total |
| Club                                       | Div.          | Temporada     | Part. | Goles | Part.            | Goles            | Part.                 | Goles                 | Part. | Goles |
| ------------------------------------------ | ------------- | ------------- | ----- | ----- | ---------------- | ---------------- | --------------------- | --------------------- | ----- | ----- |
| Almagro Argentina                          | 2.ª           | 2006          | 18    | 0     | —                | —                | —                     | —                     | 18    | 0     |
| Almagro Argentina                          | Total club    | Total club    | 18    | 0     | 0                | 0                | 0                     | 0                     | 18    | 0     |
| Colo-Colo · Chile                          | 1.ª           | 2007          | 0     | 0     | 0                | 0                | —                     | —                     | 0     | 0     |
| Colo-Colo · Chile                          | Total club    | Total club    | 0     | 0     | 0                | 0                | 0                     | 0                     | 0     | 0     |
| Talleres de Remedios de Escalada Argentina | 3.ª           | 2007-08       | 29    | 0     | —                | —                | —                     | —                     | 29    | 0     |
| Talleres de Remedios de Escalada Argentina | 3.ª           | 2021          | 34    | 3     | 1                | 0                | —                     | —                     | 35    | 3     |
| Talleres de Remedios de Escalada Argentina | 3.ª           | 2022          | 32    | 3     | —                | —                | —                     | —                     | 32    | 3     |
| Talleres de Remedios de Escalada Argentina | 3.ª           | 2023          | 3     | 0     | —                | —                | —                     | —                     | 3     | 0     |
| Talleres de Remedios de Escalada Argentina | Total club    | Total club    | 98    | 6     | 1                | 0                | 0                     | 0                     | 99    | 6     |
| Tristan Suarez Argentina                   | 3.ª           | 2008          | 5     | 0     | —                | —                | —                     | —                     | 5     | 0     |
| Tristan Suarez Argentina                   | Total club    | Total club    | 5     | 0     | 0                | 0                | 0                     | 0                     | 5     | 0     |
| Brown de Adrogué Argentina                 | 3.ª           | 2009 a 2013   | 110   | 7     | 1                | 0                | —                     | —                     | 111   | 7     |
| Brown de Adrogué Argentina                 | 2.ª           | 2013-14       | 17    | 0     | 1                | 0                | —                     | —                     | 18    | 0     |
| Brown de Adrogué Argentina                 | 2.ª           | 2019-20       | 20    | 0     | 0                | 0                | —                     | —                     | 20    | 0     |
| Brown de Adrogué Argentina                 | Total club    | Total club    | 147   | 7     | 2                | 0                | 0                     | 0                     | 149   | 7     |
| Rosario Central Argentina                  | 2.ª           | 2012-13       | 0     | 0     | 1                | 0                | —                     | —                     | 1     | 0     |
| Rosario Central Argentina                  | Total club    | Total club    | 0     | 0     | 1                | 0                | 0                     | 0                     | 1     | 0     |
| Defensores de Belgrano Argentina           | 4.ª           | 2014          | 18    | 3     | 0                | 0                | —                     | —                     | 18    | 3     |
| Defensores de Belgrano Argentina           | 3.ª           | 2015          | 43    | 5     | 1                | 0                | —                     | —                     | 44    | 5     |
| Defensores de Belgrano Argentina           | 3.ª           | 2016          | 16    | 1     | 2                | 0                | —                     | —                     | 18    | 1     |
| Defensores de Belgrano Argentina           | 3.ª           | 2016-17       | 35    | 3     | 0                | 0                | —                     | —                     | 35    | 3     |
| Defensores de Belgrano Argentina           | 3.ª           | 2017-18       | 37    | 6     | 1                | 0                | —                     | —                     | 38    | 6     |
| Defensores de Belgrano Argentina           | Total club    | Total club    | 149   | 18    | 4                | 0                | 0                     | 0                     | 153   | 18    |
| Atlanta Argentina                          | 3.ª           | 2018-19       | 31    | 5     | 0                | 0                | —                     | —                     | 31    | 5     |
| Atlanta Argentina                          | Total club    | Total club    | 31    | 5     | 0                | 0                | 0                     | 0                     | 31    | 5     |
| Total carrera                              | Total carrera | Total carrera | 448   | 36    | 8                | 0                | 0                     | 0                     | 456   | 36    |

## Vida personal
Fernando es hijo de Héctor Enrique, exfutbolista y campeón del mundo en 1986. Sus tíos Ramón, Rubén y Carlos Enrique también fueron futbolistas profesionales. Sus dos hermanos, Ramiro y Facundo, son futbolista y rugbista respectivamente, mientras que su hermana Belén compitió en hockey sobre césped.

## Palmarés

### Torneos locales
| Título    | Club           | País      | Año  |
| --------- | -------------- | --------- | ---- |
| Primera B | Talleres (RdE) | Argentina | 2023 |

### Otros logros
| Logro                         | Club                   | País      | Año     |
| ----------------------------- | ---------------------- | --------- | ------- |
| Ascenso a la Primera B        | Defensores de Belgrano | Argentina | 2014    |
| Ascenso a la Primera Nacional | Defensores de Belgrano | Argentina | 2017-18 |